# فيرنون غرين
فيرنون غرين (بالإنجليزية: Vernon Green)‏ هو موسيقي أمريكي، ولد في 1 مايو 1937، وتوفي في 24 ديسمبر 2000.